# Javier Pascual Rodríguez
Javier Pascual Rodríguez (La Virgen del Camino  (Valverde de la Virgen), 14 november 1971) is een voormalig Spaans wielrenner.
Javier Pascual Rodríguez begon zijn carrière in 1995 bij de Spaanse ploeg Santa Clara. Na twee jaar tekende hij een contract bij Kelme-Costa Blanca. Bij dit team behaalde hij zijn eerste overwinning en een aantal ereplaatsen in kleinere Spaanse rondes. Later, na zijn transfer naar iBanesto.com, behaalde hij meerdere zeges. Zo won hij een etappe in de Vuelta a Castilla y León, Ruta del Sol en het eindklassement in die ronde. Zijn mooiste zege in zijn carrière is ongetwijfeld de 18e etappe in de Ronde van Spanje waar hij Iván Parra in Ávila de sprint versloeg. Bij zijn laatste ploeg, Comunidad Valenciana behaalde hij in 2005 nog twee overwinningen. Hij won de GP Miguel Indurain en een etappe in de Ronde van Rioja.

## Belangrijkste overwinningen
1999
- Ruta del Sol
- 1e etappe Ronde van Murcia

2001
- 3e etappe Vuelta a Castilla y León

2002
- 4e etappe Ruta del Sol

2003
- Eindklassement Ruta del Sol

2004
- 18e etappe Ronde van Spanje

2005
- GP Miguel Indurain
- 1e etappe Ronde van Rioja
- Ronde van Rioja

## Resultaten in voornaamste wedstrijden
| Jaar | Ronde van Italië | Ronde van Frankrijk | Ronde van Spanje |
| ---- | ---------------- | ------------------- | ---------------- |
| 1995 |                  |                     | 96e              |
| 1996 |                  |                     | 48e              |
| 1997 |                  | 37e                 |                  |
| 1999 |                  | 33e                 |                  |
| 2000 |                  |                     |                  |
| 2001 |                  | 41e                 |                  |
| 2002 |                  | 95e                 |                  |
| 2003 |                  |                     |                  |
| 2004 |                  |                     | 53e (1)          |
| 2005 |                  |                     | 41e              |

| Jaar | Milaan-San Remo | Amstel Gold Race | Luik-Bast.‑Luik | Waalse Pijl |
| ---- | --------------- | ---------------- | --------------- | ----------- |
| 1995 |                 |                  |                 |             |
| 1996 |                 |                  |                 |             |
| 1997 |                 |                  |                 |             |
| 1999 | 121e            |                  |                 |             |
| 2000 | 22e             |                  |                 |             |
| 2001 |                 |                  |                 |             |
| 2002 |                 | 47e              |                 |             |
| 2003 |                 | 18e              | 7e              | 15e         |
| 2004 |                 |                  |                 |             |
| 2005 |                 |                  |                 |             |